# Concepció Martínez i Tudó
Concepció Martínez i Tudó és una mestra terapeuta catalana. Ha estat pionera de l'ensenyament actiu a través de la pedagogia de l'expressió, i ha destacat per la dedicació als infants deficients i a la formació del personal especialitzat des de l'Escola Ariadna, de la qual n'ha estat fundadora. El 1991 va rebre la Creu de Sant Jordi